# Frederik Peeters
Frederik Peeters (Ginebra, 1974) es un historietista e ilustrador suizo.

## Biografía
Tras finalizar sus estudios de Comunicación Visual empezó a trabajar como cartelista e ilustrados publicitario en la prensa helvética. 
En 1997 ganó el Premio Nuevos Talentos del Festival de Sierre por sus primeras historietas. A partir de entonces, colaboró con diferentes revistas (Bile Noire, Lapin, Le Drozophile, Spirou).
En 2001 publicó la novela gráfica Píldoras azules por la cual recibe el Premio Töffer de la Villa de Ginebra y en 2002, es nominado al Premio Alph'Art al mejor álbum del Salón de Cómic de Angoulême. 